# Huangshanlong

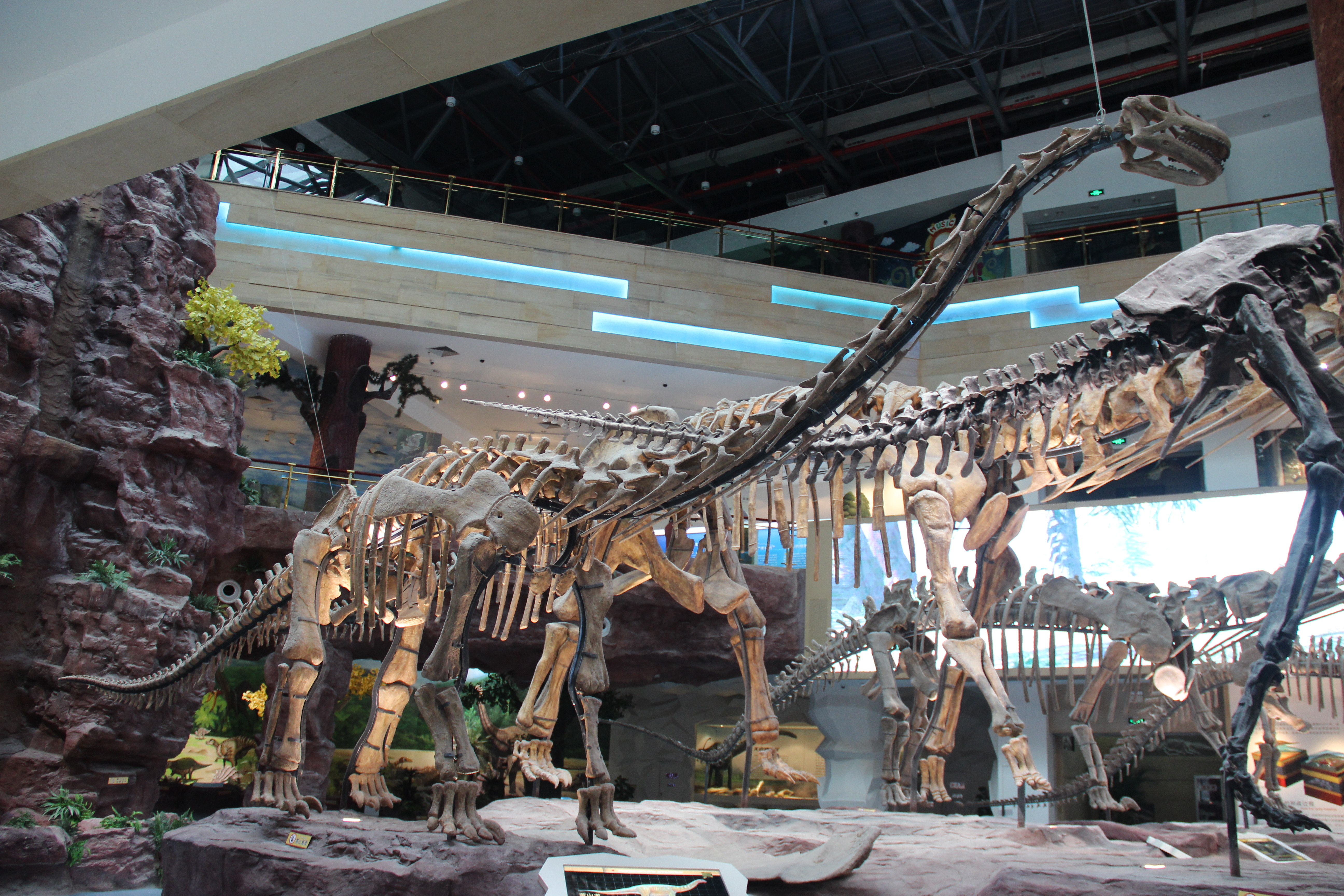
Een skeletmodel

Huangshanlong anhuiensis is een plantenetende sauropode dinosauriër die tijdens het middelste Jura leefde in het gebied van het huidige China.
In juli 2002 werden tijdens constructiewerkzaamheden aan de Hui-Hang-snelweg in Huangshan fossielen aangetroffen bij Tunxi. Van 20 augustus tot 20 september werden onder supervisie van Dong Zhiming opgravingen verricht op een oppervlakte van vierhonderd vierkante meter. Na preparering werden de fossielen in juni 2011 overdragen aan het provinciaal geologisch museum van de provincie Anhui.
In 2014 werd de typesoort Huangshanlong anhuiensis benoemd en beschreven door Hunag Jiandong, You Hailu, Yang Jingtao en Ren Xinxin. De geslachtsnaam verbindt een verwijzing naar Huangshan met een Chinees long, "draak". De soortaanduiding verwijst naar de herkomst uit Anhui.
Het holotype, AGB5818, is gevonden in een laag van de Hongqinformatie. Het bestaat uit een rechtervoorpoot omvattende het opperarmbeen, de ellepijp en het spaakbeen.
Huangshanlong is een middelgrote sauropode. De precieze grootte is moeilijk te bepalen maar de voorpootlengte van anderhalve meter wijst op een lichaamslengte van zo'n vijftien meter. Het opperarmbeen is negentig centimeter lang en het spaakbeen zestig centimeter.
De beschrijvers wisten enkele onderscheidende kenmerken vast te stellen. Het boveneinde van het opperarmbeen heeft een breedte overdwars die gelijk is aan 36% van de totale lengte. De onderkant van het opperarmbeen is vooraan 25° naar buiten gedraaid. De voorrand van de onderkant van het opperarmbeen heeft twee opvallende bulten. Het spaakbeen bedraagt 58% van de lengte van het opperarmbeen. Het spaakbeen heeft een niervormig bovenvlak. De ellepijp heeft twee derden van de lengte van het opperarmbeen. De binnenste knobbel aan de voorkant van de bovenste ellepijp is groter dan de buitenste knobbel. De onderkant van de ellepijp heeft richels op de voorkant en aan de binnenste en buitenste achterrand.
Huangshanlong is in de Mamenchisauridae geplaatst.